# Paralelo 71 N
O Paralelo 71N é um paralelo no 71° grau a norte do plano equatorial terrestre.

## Dimensões
Conforme o sistema geodésico WGS 84, no nível de latitude 71° N, um grau de longitude equivale a 36,35 km; a extensão total do paralelo é portanto 13.086 km, cerca de 32,65 % da extensão do Equador, da qual esse paralelo dista 7.881 km, distando 2.121 km do polo norte.

## Cruzamentos
Começando pelo Meridiano de Greenwich e tomando a direção leste, o paralelo 71° Norte passa sucessivamente por:
| País, território ou mar | Notas                                                                             |
| ----------------------- | --------------------------------------------------------------------------------- |
| Oceano Ártico           | Mar da Noruega                                                                    |
| Noruega                 | Ilhas Rolvsøy, Havøya, Måsøy, Magerøya, em Finnmark                               |
| Oceano Ártico           | Mar de Barents                                                                    |
| Rússia                  | Ilha Mezhdusharskiy e Ilha Yuzhny no arquipélago de Nova Zembla                   |
| Oceano Ártico           | Mar de Kara                                                                       |
| Rússia                  | Península de Iamal                                                                |
| Golf de Ob              |                                                                                   |
| Rússia                  | Península de Guida                                                                |
| Golfo do Ienissei       |                                                                                   |
| Rússia                  | Krai de Krasnoiarsk até Chukotka                                                  |
| Oceano Ártico           | Golfo de Buor-Khaya, Mar de Laptev                                                |
| Rússia                  | Sakha                                                                             |
| Oceano Ártico           | Mar Siberiano Oriental                                                            |
| Rússia                  | Chukotka                                                                          |
| Oceano Ártico           | Mar Siberiano Oriental                                                            |
| Rússia                  | Ilha de Wrangel                                                                   |
| Oceano Ártico           | Mar de Chukchi                                                                    |
| Estados Unidos          | Cadeia do Norte do Alasca, Alasca                                                 |
| Oceano Ártico           | Mar de Beaufort, passa logo ao sul da Ilha Banks, Territórios do Noroeste, Canadá |
| Canadá                  | Ilha Victoria, Territórios do Noroeste e Nunavut                                  |
| Canal de McClintock     |                                                                                   |
| Estreito de Franklin    |                                                                                   |
| Canadá                  | Península de Boothia, Nunavut                                                     |
| Golfo de Boothia        |                                                                                   |
| Canadá                  | Ilha de Baffin, Nunavut                                                           |
| Baía de Baffin          | Estreito de Davis                                                                 |
| Gronelândia             | Ilha principal, ilha de Milne Land, de novo a ilha principal                      |
| Oceano Ártico           | Mar da Groenlândia                                                                |
| Noruega                 | Ilha de Jan Mayen                                                                 |
| Oceano Ártico           | Mar da Noruega                                                                    |